# Gamer Network
Gamer Network Limited (ex Eurogamer Network Limited) è una società di mass media britannica con sede a Brighton. Fondata nel 1999 da Rupert e Nick Loman, possiede vari marchi, principalmente siti web editoriali, relativi al giornalismo videoludico e ad altre attività analoghe. Il suo sito web di punta, Eurogamer, è stato lanciato insieme all'azienda. Nel febbraio 2018, Gamer Network è stata acquisita da ReedPop.
Gamer Network è inoltre la società organizzatrice della fiera EGX.

## Storia
Gamer Network è stata fondata con il nome Eurogamer Network nel 1999 dai fratelli Rupert e Nick Loman. È stata costituita in occasione dell'apertura del suo sito web principale, Eurogamer, che a sua volta è stato lanciato il 4 settembre 1999 da Nick Loman ha lasciato l'attività nel 2004 per intraprendere una carriera nel campo della medicina e del "barbecue competitivo".
Nel febbraio 2011, Eurogamer Network ha acquisito la casa editrice americana Hammersuit, insieme ai suoi siti web IndustryGamers.com e Modojo.com. Il 1º marzo 2013 Eurogamer Network ha annunciato il cambio di nome in Gamer Network. Nell'ambito del rebranding, Eurogamer Events è stato ribattezzato Gamer Events, mentre Hammersuit ha adottato anche il nome di Gamer Network. A ottobre, Simon Maxwell è stato promosso da direttore editoriale del gruppo a direttore operativo.
Il 26 febbraio 2018 è stato annunciato che ReedPop, la divisione di Reed Exhibitions organizzatrice di mostre di videogiochi come PAX, aveva acquisito Gamer Network. Rupert Loman è rimasto amministratore delegato di Gamer Network,  mentre Maxwell è diventato amministratore delegato della società e vicepresidente per le operazioni britanniche di ReedPop. Loman ha lasciato l'azienda nel febbraio 2020.
Nel settembre 2020, ReedPop ha implementato una serie di licenziamenti in molti dei siti di Gamer Network. Nel novembre 2020, il personale rimanente di USgamer, che era stato ridotto da nove a quattro dopo i primi licenziamenti, ha riferito che ReedPop avrebbe chiuso il sito entro la fine dell'anno.
Nel novembre 2023 Reedpop ha annunciato la vendita delle sue testate, acquistate nel maggio 2024 ad IGN Entertainment per una somma non divulgata.

## Marchi di proprietà
- Dicebreaker - Un sito web incentrato sui giochi da tavolo e un canale YouTube lanciato da Gamer Network nell'agosto 2019.[13]
- Eurogamer - il sito web di punta di Gamer Network per le notizie sui videogiochi; lanciato nel 1999 insieme all'azienda.[2]
- GamesIndustry.biz - Un sito web incentrato sugli aspetti commerciali dell'industria dei videogiochi; lanciato nell'ambito della rete Eurogamer nel 2002.[14]
- Metabomb - Un sito di notizie di videogiochi a tema esport; lanciato sotto Gamer Network nel 2013.[15]
- Outside Xbox - Un canale YouTube incentrato sulle notizie sui giochi Xbox; lanciato nel 2012 da Eurogamer Network e Andy Farrant, Mike Channell e Jane Douglas, tre redattori di altri punti vendita incentrati su Xbox.[16]
- Outside Xtra - Un canale YouTube incentrato su notizie multipiattaforma (non Xbox) come PlayStation, Nintendo, VR e PC; lanciato nel 2016 da Outside Xbox e Ellen Rose e Luke Westaway, rispettivamente scrittore e presentatore di Xbox On e Senior Editor di CNET.[17]
- Rock, Paper, Shotgun - Un sito web incentrato sulle novità sui giochi per personal computer lanciato nel 2007 da Kieron Gillen, Alec Meer, John Walker e Jim Rossignol; ha collaborato con Eurogamer Network nel 2010 e da essa acquisito nel 2017.[18][19]
- USgamer (USG) - Un sito gemello di Eurogamer diretto da personale americano; lanciato nel 2013.[20]
- VG247 - Un sito di notizie di videogiochi formato nel 2008 in collaborazione tra Eurogamer Network e Patrick Garratt.[21]

### Altro
- Gamer Creative - Agenzia creativa interna di Gamer Network; fondata e diretta da Josh Heaton.[22]
- Gamer's Edition - Un progetto che produce merchandise e versioni in edizione speciale per videogiochi; lanciato nel 2013, i suoi primi progetti erano edizioni speciali per Papers, Please e una compilation di Hotline Miami e Hotline Miami 2: Wrong Number.[23][24]
- Jelly Deals - Un sito web che evidenzia le vendite di videogiochi; lanciato nel 2016.[25]

## Siti web partner

### Siti editoriali
- Nintendo Life - Un sito web incentrato su notizie e recensioni di prodotti Nintendo, inclusi videogiochi e software, di proprietà e gestiti da Nlife Media.[26] Ha sezioni che coprono Nintendo Switch, Wii U, Wii, Nintendo 3DS, Nintendo DSi, WiiWare, DSiWare e titoli classici ripubblicati tramite i giochi Virtual Console di Nintendo. È stata fondata alla fine del 2005,[27][28] ha acquisito i siti WiiWare World e Virtual Console Reviews nell'aprile 2009,[28] e si è unita a Gamer Network (allora Eurogamer Network) nel 2011.[29][30][31] Nel 2015 il sito ha ampliato il proprio canale YouTube per ricevere contenuti regolari.[32]
- Push Square - Un sito web incentrato sulle notizie sui giochi PlayStation; lanciato nel 2012 da Nintendo Life e Sammy Barker.[33]
- Pure Xbox - Un sito web incentrato sulle notizie sui giochi Xbox; rilanciato nel 2020 da NLife Media.[34][35][36]
- Road to VR - Un sito di notizie di videogiochi con enfasi sulla realtà virtuale; lanciato da Ben Lang nel 2011 e collaborato con Gamer Network nel 2017.[37][38]
- Video Games Chronicle (VGC) - Un successore spirituale della rivista Computer and Video Games; lanciato in collaborazione con Gamer Network nel 2019 da un team guidato da Andy Robinson.[39]

### Altro
- Mod DB - Un sito Web di database per le modifiche ai videogiochi; lanciato nel 2002 e collaborato con Gamer Network nel 2015.[40][41]
- Indie DB - Un sito gemello per Mod DB che copre i giochi indie; lanciato da Mod DB nel 2010 e collaborato con Gamer Network insieme a Mod DB nel 2015.[40][42]